# Kroosvlindertje
Het kroosvlindertje (Cataclysta lemnata) is een vlinder uit de familie van de grasmotten (Crambidae). De spanwijdte van de vlinder bedraagt tussen de 18 en 24 millimeter. Vooral de achtervleugel van deze vlinder is opvallend, met een rij van zwarte stippen (komt over als een lijn) met blauw hart. De voorvleugels zijn verschillend, een vorm van seksuele dimorfie: bij de vrouwtjes is er een goudbruine tekening, bij de mannetjes zijn de voorvleugels grotendeels wit.

## Waardplant
De waardplant van het kroosvlindertje is zoals de naam al suggereert kroos (Lemna). De rupsen maken hiervan drijvende zakjes, soms onderwater.

## Voorkomen in Nederland
Het kroosvlindertje is in Nederland een algemeen en maar in België een lokale soort, die vooral in het noorden wordt waargenomen. De vliegtijd is van mei tot en met augustus.

## Kenmerken
De soort is nogal variabel. Bij de mannetjes kunnen de voorvleugels meer of minder bruin gekleurd zijn. Bij de vrouwtjes komen exemplaren voor met donkerbruine voorvleugels (forma confirmata Krulikovsky). De rand van het antemediale gebied is breder en op de achtervleugels intenser geel gekleurd. Dit is geen ondersoort, maar een ecologische vorm, die ontstaat door bijzondere omstandigheden tijdens de ontwikkeling van de pre-imaginale stadia (geëutrofieerd water met laag zuurstofgehalte).

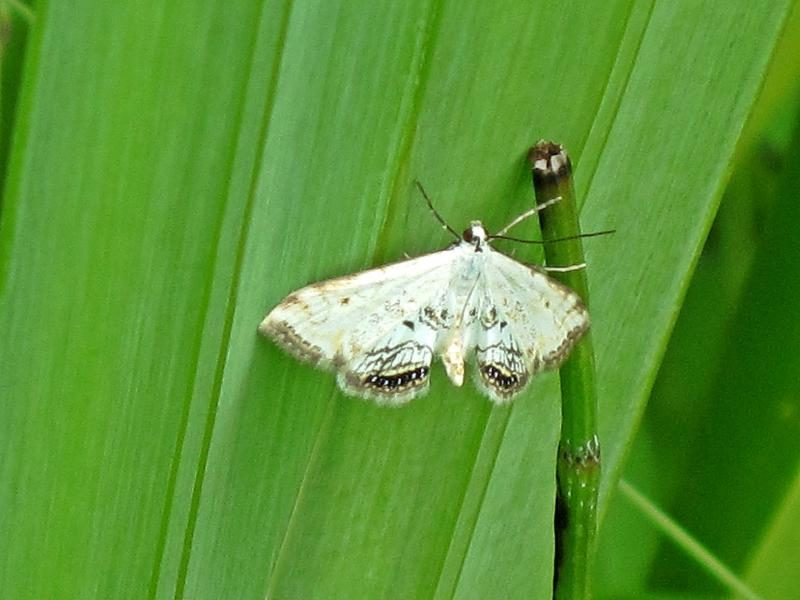
Kroosvlindertjein Elst (Nederland)

De rupsen hebben geen tracheale kieuwen. De volwassen rupsen zijn grijs en hebben een lichtbruine kop. Het thorakale schild is zwartachtig en heeft een caudale verdikking. De rechthoekige anale plaat is klein en grijs. De pop is bruin, de romp is korter dan het eerste paar poten. De tweede en derde potenparen zijn langer dan de vleugels. Het ei is zeer vlak en bijna schaalachtig. Het is ovaal en heeft een geelachtige kleur.

## Verspreiding
De soort komt voor van Spanje in het westen tot Rusland in het oosten (tot ongeveer 60 graden oosterlengte). In het noorden reikt zijn leefgebied tot de Britse Eilanden, inclusief Ierland, Zuid-Noorwegen, centraal Zweden en Finland. In het zuiden reikt het tot Corsica, Sicilië en de Peloponnesos, naar Azerbeidzjan (Lenkoran), Turkije, Iran, Libanon en Marokko.

## Biologie
De vrouwtjes bevestigen de eieren in rijen of lagen onder het blad van de voedselplanten. Het eistadium duurt ongeveer tien tot veertien dagen. De jonge rupsen hebben een zwarte kop en zijn waterlievend. Ze maken een huisje bestaande uit twee ovale bladdelen, waarin zij zich ook voortbewegen. Ze worden ook gevonden in uitgeholde bladstelen aan het wateroppervlak. In het tweede stadium zijn de rupsen watermijdend en steeds bedekt met een dunne luchtlaag. Het huisje van blad is dan gevuld met lucht. Ze kunnen ook korte afstanden afleggen buiten het water. De grotere rupsen van de eerste generatie overwinteren in rietstengels, kleinere rupsen in hun bladhuisje.
De soort is polyfaag en leeft voornamelijk van eendenkroos (Lemnaceae) zoals klein kroos (Lemna minor), puntkroos (Lemna trisulca) en veelwortelig kroos (Spirodela polyrhiza). Daarnaast worden de rupsen ook op aarvederkruid (Myriophyllum spicatum), kikkerbeet (Hydrocharis morsus-ranae), watergentiaan (Nymphoides peltata), witte waterlelie (Nymphaea alba), Krabbenscheer (Stratiotes aloides), glanzig fonteinkruid (Potamogeton lucens), grote lisdodde (Typha latifolia), liesgras (Glyceria maxima) en mannagras (Glyceria fluitans) gevonden. In kweek ontwikkelden de rupsen zich ook op onderwaterbladeren van robinia (Robinia pseudoacacia).
De verpopping vindt plaats in een witte cocon in het bladhuisje. De rups bevestigt het huisje vooraf aan plantendelen nabij het wateroppervlak. Cocons zijn echter ook gevonden in de stengels van riet (Phragmites australis) of rietgras (Phalaris arundinacea). Ook hier vindt de verpopping plaats in een witte cocon. De poppen maken af en toe een ratelend geluid dat wordt geïnterpreteerd als stridulatie. De poprust duurt ongeveer een week. De vlinder vliegt van maart tot november. Er zijn vermoedelijk twee generaties, in het zuiden van het verspreidingsgebied meer. De vlindertjes vliegen 's avonds over het wateroppervlak en kunnen ook op enige afstand op licht waargenomen worden.

## Systematiek
Het kroosvlindertje is de typesoort van het geslacht Cataclysta. Uit de literatuur zijn de volgende synoniemen bekend.
- Phalaena geometra lemnata Linnaeus, 1758
- Phalaena tortrix albana O.F. Müller, 1764
- Phalaena gemmata Hufnagel, 1767
- Pyralis lemnalis Denis & Schiffermüller, 1775
- Phalaena tinea bordella Goeze, 1783
- Tinea marginatella Fourcroy, 1785
- Phalaena limnata Fabricius, 1787
- Phalaena uliginata Fabricius, 1794
- Cataclysta limnalis Berce, 1878
- Cataclysta lemnae G.W. Müller, 1892
- Cataclysta lemnata confirmata Krulikovsky, 1907 nomen nudum
- Cataclysta lemnata confirmata Krulikovsky, 1909
- Cataclysta lemnata ab. ochracea Hauder, 1910
- Cataclysta lemnata brunneospersa Osthelder, 1935